# Филисов, Павел Андреевич
Павел Андреевич Филисов (1769 — 31 января 1821, Коломна) — российский командир эпохи наполеоновских войн, генерал-майор.

## Биография
Из дворян Ярославской губернии. 1 января 1785 начал службу рядовым в лейб-гвардии Семёновском полку и через четыре года с чином поручика был направлен в Белозерский пехотный полк.
С этим полком участвовал в русско-шведской войне и в 1789 г. в бою у селения Кайпиас был ранен пулей в правую руку, но остался в строю и через 18 дней отличился при нападении на неприятельскую батарею. Удостоившись капитанского чина и став командиром роты Московского гренадерского полка, участвовал в подавлении польского восстания 1794 г. и за взятие Вильно был награждён чином секунд-майора.
Командуя батальоном, совершил Итальянский и Швейцарский походы в войсках А. В. Суворова. За мужественные действия в бою у р. Треббии награждён орденом Св. Анны 2-й ст., а за отвагу при Нови — командорским крестом Св. Иоанна Иерусалимского. При переходе через Сен-Готард был ранен пулей в поясницу. По возвращении в Россию назначен 26 октября 1800 в чине подполковника командиром Московского гренадерского полка.

В кампании 1806 г. московские гренадеры сражались в арьергарде П. И. Багратиона, под Прейсиш-Эйлау ходили в штыки во главе со своим командиром, пожалованным 26 апреля 1807 года за отвагу орденом Св. Георгия 4-го кл. 
в воздаяние отличного мужества и храбрости, оказанных в сражении против французских войск 26 и 27 января при Прейсиш-Эйлау, где удерживал устройство фронта и, ударив в штыки неприятельскую колонну, разбил оную.
 В полковники произведён 14 сентября 1803. 20 апреля 1807 назначен шефом Полоцкого мушкетёрского полка, под Данцигом был ранен пулей в правую ногу и отправлен на лечение. В 1808 г. отличился в русско-шведской войне во время знаменитого зимнего похода корпуса М. Б. Барклая де Толли по льду Ботнического залива на шведский берег, захватил о. Гольмен, отбил у селения Ратаны транспорт с продовольствием и оружием. 28 марта 1809 г. получил чин генерал-майора.
В начале 1812 г. Полоцкой пехотный полк, в составе 2-й бригады (которой командовал Филисов) 11-й пехотной дивизии, входил в 4-й пехотный корпус 1-й Западной армии. В бою под Островной его бригада отбила попытки французов прорвать её оборону. После оставления Смоленска у д. Колодни Полоцкий полк с арьергардом сдерживал яростные атаки неприятельской конницы. В разгар боя крупнокалиберная картечная пуля поразила Филисова в правый бок. Тяжёлая рана не позволила ему участвовать в кампаниях 1813 и 1814 г. После войны принял 10-ю пехотную дивизию, которой командовал до кончины. Похоронен в Коломне.